# Квантовая машина Тьюринга
Квантовая машина Тьюринга (англ. quantum Turing machine; иногда — универсальный квантовый компьютер) — абстрактная машина, используемая для моделирования квантового компьютера; простая модель, которая, в то же время, может описать любые квантовые вычисления: любой квантовый алгоритм может быть формально описан как некоторая квантовая машина Тьюринга. Впервые построена в 1985 году Дэвидом Дойчем, обратившим внимание на аналогию между квантовыми вентилями и логическими вентилями в цифровых схемах (в той же работе предложен тезис Чёрча — Тьюринга — Дойча).
Впоследствии бо́льшее распространение получила модель квантовых схем, вычислительно эквивалентная квантовой машине Тьюринга, но более удобная для исследовательских целей.